# Schamblumen
Die Schamblumen (Aeschynanthus) sind eine Pflanzengattung innerhalb der Familie der Gesneriengewächse (Gesneriaceae). Die etwa 140 bis 185 Arten verteilen sich in der Paläotropis auf das südliche und südöstliche Asien und Ozeanien. Einige Arten der Schamblumen wie zum Beispiel Aeschynanthus radicans oder Aeschynanthus ×splendidus werden als blühende Zierpflanzen, vor allem als Zimmerpflanzen verwendet.

## Beschreibung

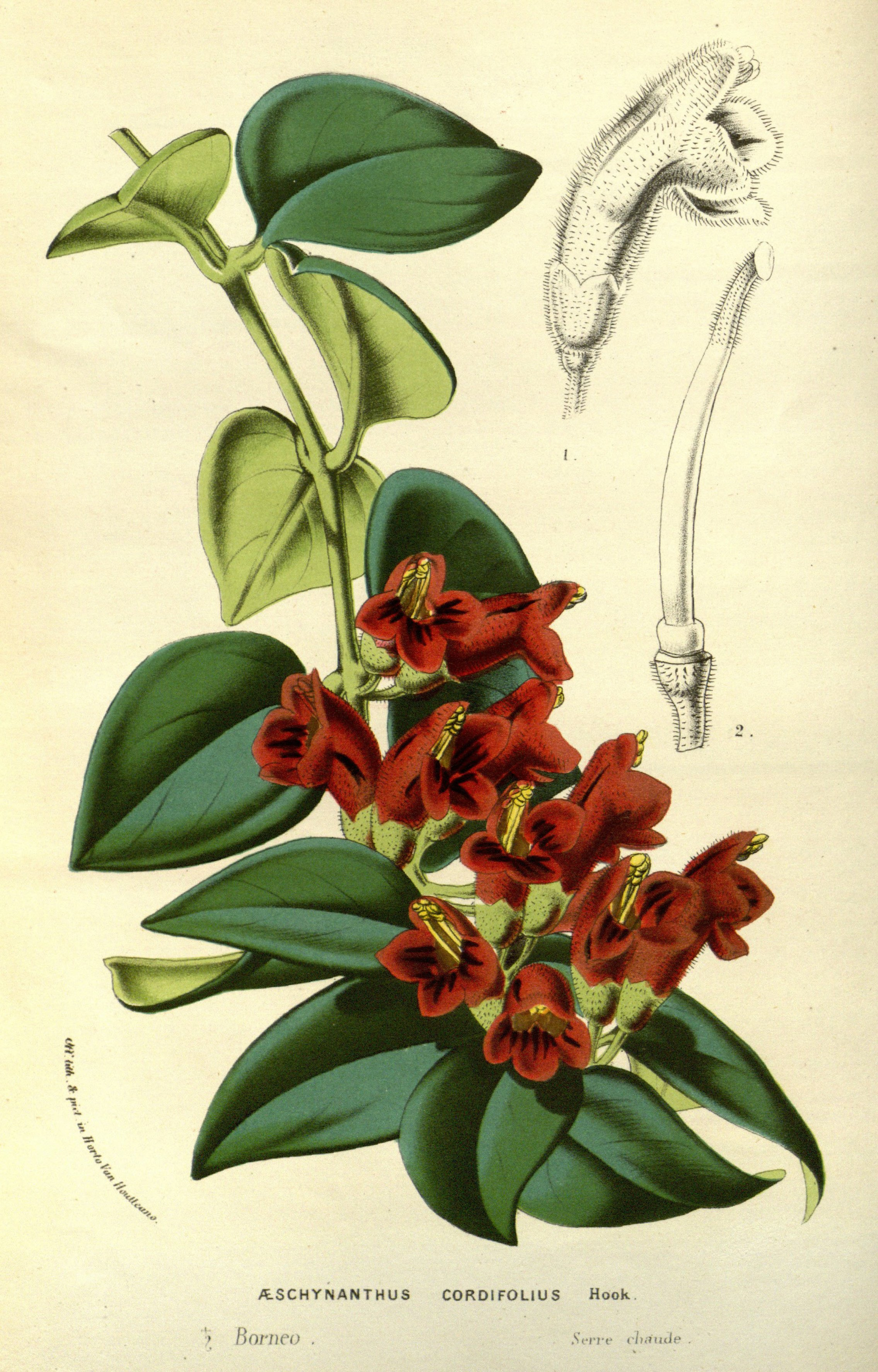
Illustration aus Flore des serres …, 1861 von Aeschynanthus cordifolius

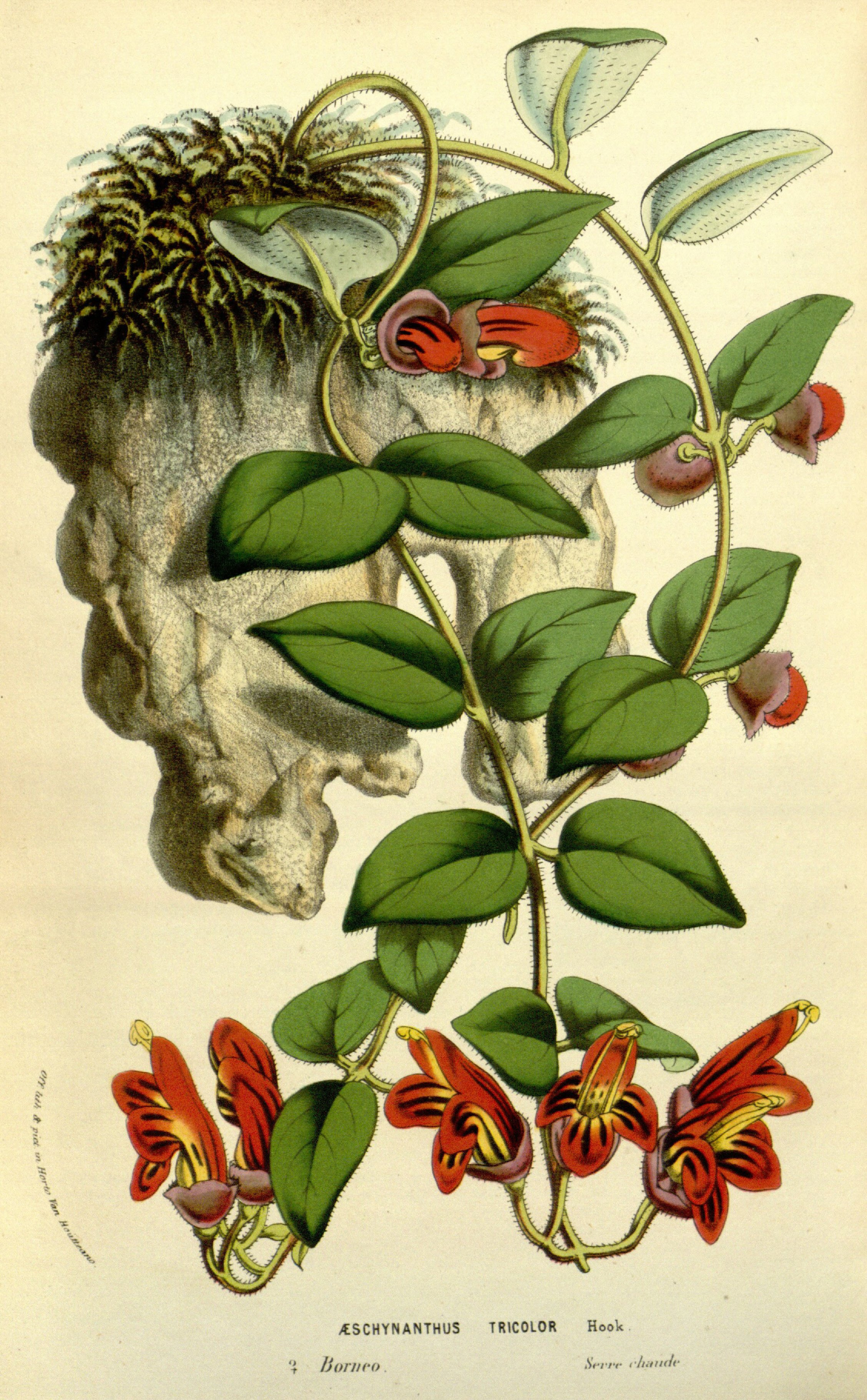
Illustration aus Flore des serres … von Aeschynanthus tricolor

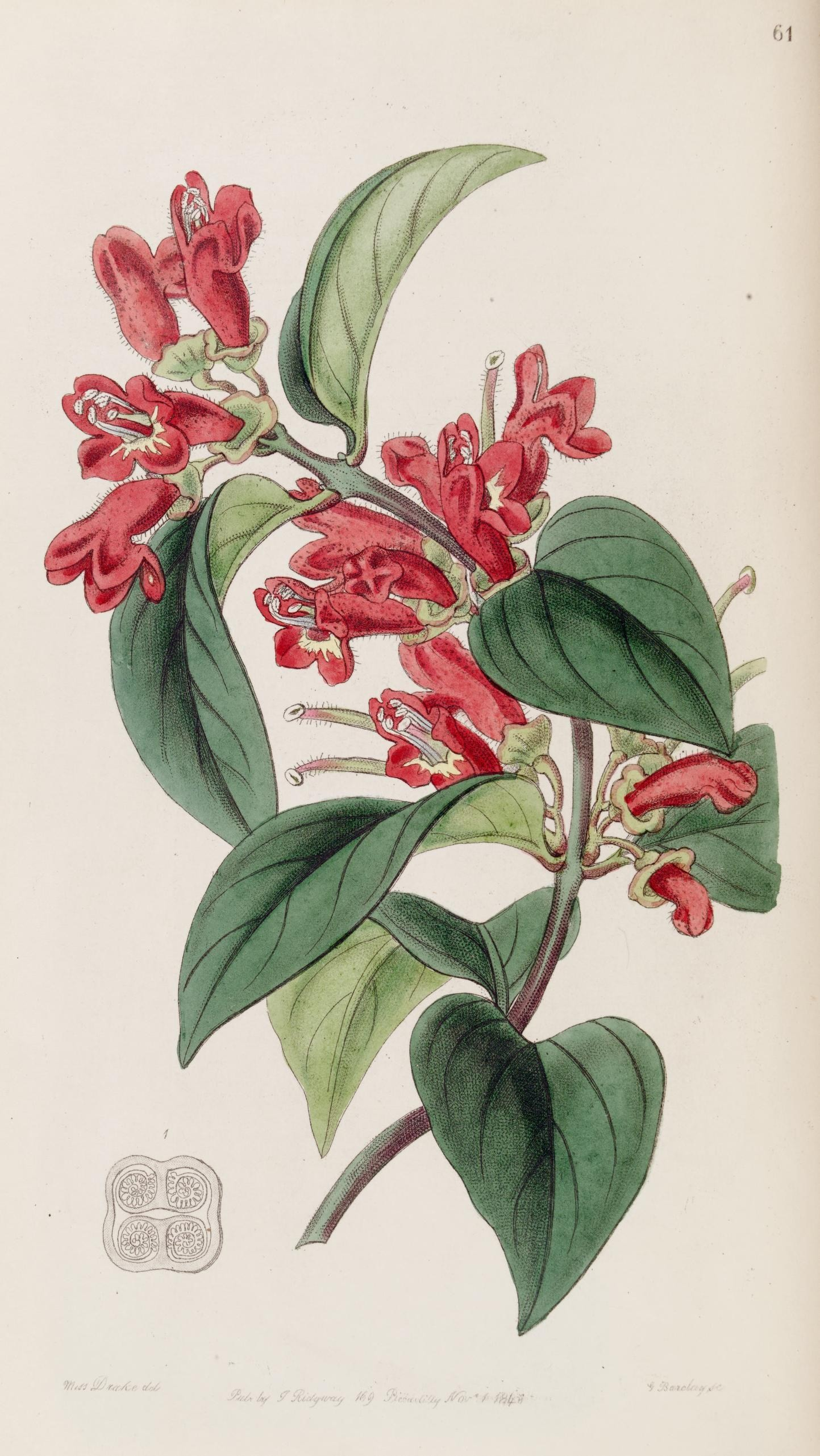
Illustration aus Edwards's botanical register, 1846, Tafel 61 von Aeschynanthus miniatus

Innerhalb der 140 bis 185 Arten der Gattung Aeschynanthus gibt es in allen morphologischen Merkmalen wie allgemeine Wuchsform, Blatt- und Blütenform sowie der Blütenfarbe relativ große Unterschiede.

### Vegetative Merkmale
Aeschynanthus-Arten sind ausdauernde krautige Pflanzen bis Halbsträucher, die meist immergrün sind. Mit Aeschynanthus fulgens und Aeschynanthus micranthus finden sich sogar sukkulente Arten. Die meist hängenden, seltener selbstständig aufrechten oder selten kletternden, verzweigten oder unverzweigten Sprossachsen können bis zu 60 Zentimeter lang sein.
Die meist vielen, oft gegenständig, manchmal wirtelig an der Sprossachse angeordneten Laubblätter sind in Blattstiel und Blattspreite gegliedert. Die gegenständigen Laubblattpaare können gleich oder verschieden sein. Die einfachen, ganzrandigen, Blattspreiten sind ganz unterschiedlich geformt. Die Form der Blattspreite ist schmal linealisch, oval-eiförmig bis rundlich. Die Spreitenbasis ist keilförmig bis gerundet oder verschmälert sich zum Blattstiel hin. Die Blattspreiten können entweder weichlaubig und selten flaumig behaart oder meist kahl und mit einer dicken Cuticulaschicht überzogen sein. Lediglich bei Aeschynanthus longicaulis finden sich grünweiß marmorierte Laubblätter.

### Generative Merkmale
Die Blüten stehen einzeln oder zu bis zehnt locker oder selten dicht in seiten- oder pseudoendständigen, doldenähnlichen, zymösen Blütenständen zusammen. Es sind zwei gegenständige Tragblätter vorhanden.
Die zwittrigen Blüten sind zygomorph und fünfzählig mit doppelter Blütenhülle. Die fünf Kelchblätter sind je nach Art nur an ihrer Basis (beispielsweise Aeschynanthus longicaulis) bis fast vollständig (beispielsweise bei Aeschynanthus pulcher) zu einer Röhre verwachsen. Die fünf Kelchzipfel sind gleich oder selten verschieden. Die Blütenkrone ist rot bis orangefarben, selten grünlich, gelb oder weiß. Die Blütenkrone ist innen spärlich flaumig oder drüsig behaart oder es ist nur ein Ring mit Trichomen vorhanden oder sie ist kahl. Die fünf Kronblätter sind zu einer engen bis trichterförmigen Kronröhre verwachsen, die oft gekrümmt ist. Die Kronröhre besitzt einen Durchmesser von 4 bis 15 Millimetern und ist viel länger als der freie Teil der Krone. Der freie Teil der Krone ist undeutlich bis sehr deutlich zweilippig. Die zweilappige Oberlippe ist meist gleich lang oder selten bis zu halb so lang wie die Unterlippe. Die drei Kronlappen der Unterlippe sind mehr oder weniger gleich lang und sind am oberen Ende gerundet bis spitz. Von den vier mit der Kronröhre verwachsenen, fertilen Staubblättern hängen jeweils zwei an den oberen Enden zusammen und überragen die Kronröhre. Es kann ein Staminodium vorhanden sein, das mit der Kronröhre verwachsen ist. Die in Längsrichtung sich öffnenden Theken stehen parallel zueinander. Der Diskus ist ringähnlich. Die linealischen, einkammerigen Fruchtknoten enthalten zwei parietale Plazenten. Der einzelne Griffel endet in einer ungeteilten und kopfigen bis abgeflacht-kugeligen Narbe.
Im Verhältnis zum Fruchtstiel ist die Kapselfrucht gerade. Die linealischen Kapselfrüchte sind viele länger als der Kelch, können bei manchen Arten bis zu 50 Zentimeter lang sein, öffnen sich mit zwei oder vier geraden Fruchtklappen, ohne sich zu verdrehen, in Richtung ihrer Basis und sie enthalten einen oder zwei bis viele (bis zu 50) Samen. Am Samen befinden sich meist an einem Ende einige und am anderen ein haarähnliches Anhängsel, selten ist an beiden Enden nur ein längliches Anhängsel vorhanden.

## Ökologie
Aeschynanthus-Arten wachsen vorwiegend epiphytisch oder lithophytisch. Terrestrisch wachsen nur wenige Arten.
Bei Aeschynanthus-Arten liegt strenge Protandrie vor. Während der Anthese ändert sich die Länge der Staubfäden und des Griffels deutlich. Die Bestäubung erfolgt meist durch Vögel (Ornithophilie).

## Systematik und Verbreitung
Die Namenszusammensetzung des Gattungsnamens Aeschynanthus ist nicht eindeutig zu klären. Eine mögliche Ableitung ergibt sich aus dem griechischen Wort für Scham aischyne (αἰσχύνη) und anthos (ἄνθος) für Blume. Die Assoziation mit Scham könnte von der roten Blütenfarbe kommen. Ein weiterer, weniger wahrscheinlicher, Wortstamm wäre das griechische Verb aischýnein (αἰσχύνειν), „verunstalten“. Hier wäre die Form der stark röhrig verwachsenen Kronblätter ein möglicher Grund für die Namensgebung.
Die Gattung Aeschynanthus wurde 1823 durch den US-amerikanischen Botaniker William Jack in Transactions of the Linnean Society of London, 14, S. 42 aufgestellt, er war als Mitglied der Demokratischen Partei Mitglied des Repräsentantenhauses der Vereinigten Staaten. Typusart ist Aeschynanthus volubilis Jack. Synonyme für Aeschynanthus Jack nom. cons. sind: Euthamnus Schltr., Oxychlamys Schltr., Rheitrophyllum Hassk., Trichosporum D.Don.
Die Gattung Aeschynanthus kommt in Asien und Ozeanien vor. Dort sind die einzelnen Arten weitverbreitet. Allein 34 Arten kommen in China vor, weitere Verbreitungsgebiete sind Indien und, im ozeanischen Raum, die Philippinen, Java, Malaysia, Neuguinea und die Salomonen.

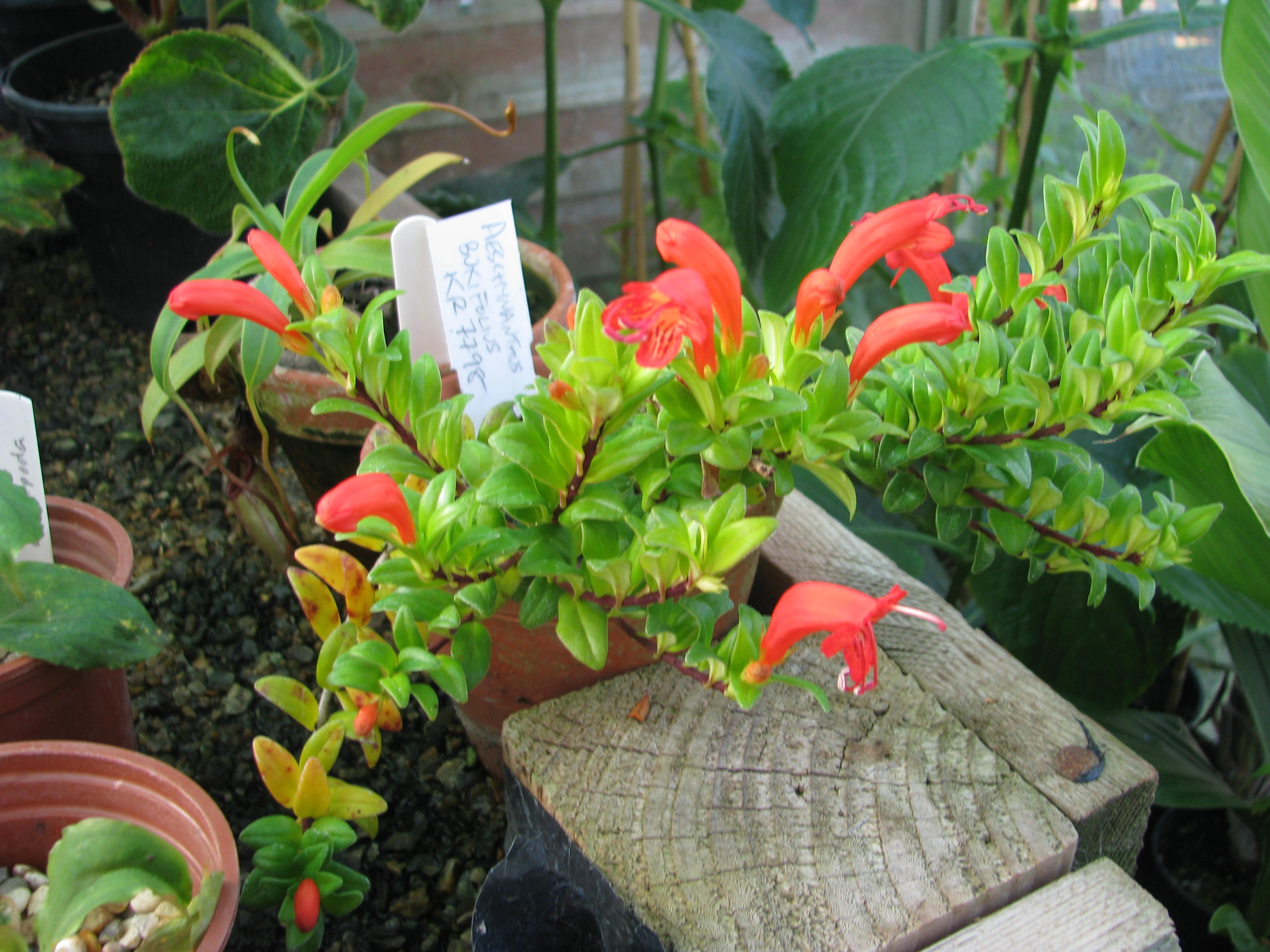
Habitus, Laubblätter und zygomorphe Blüten von Aeschynanthus buxifolius

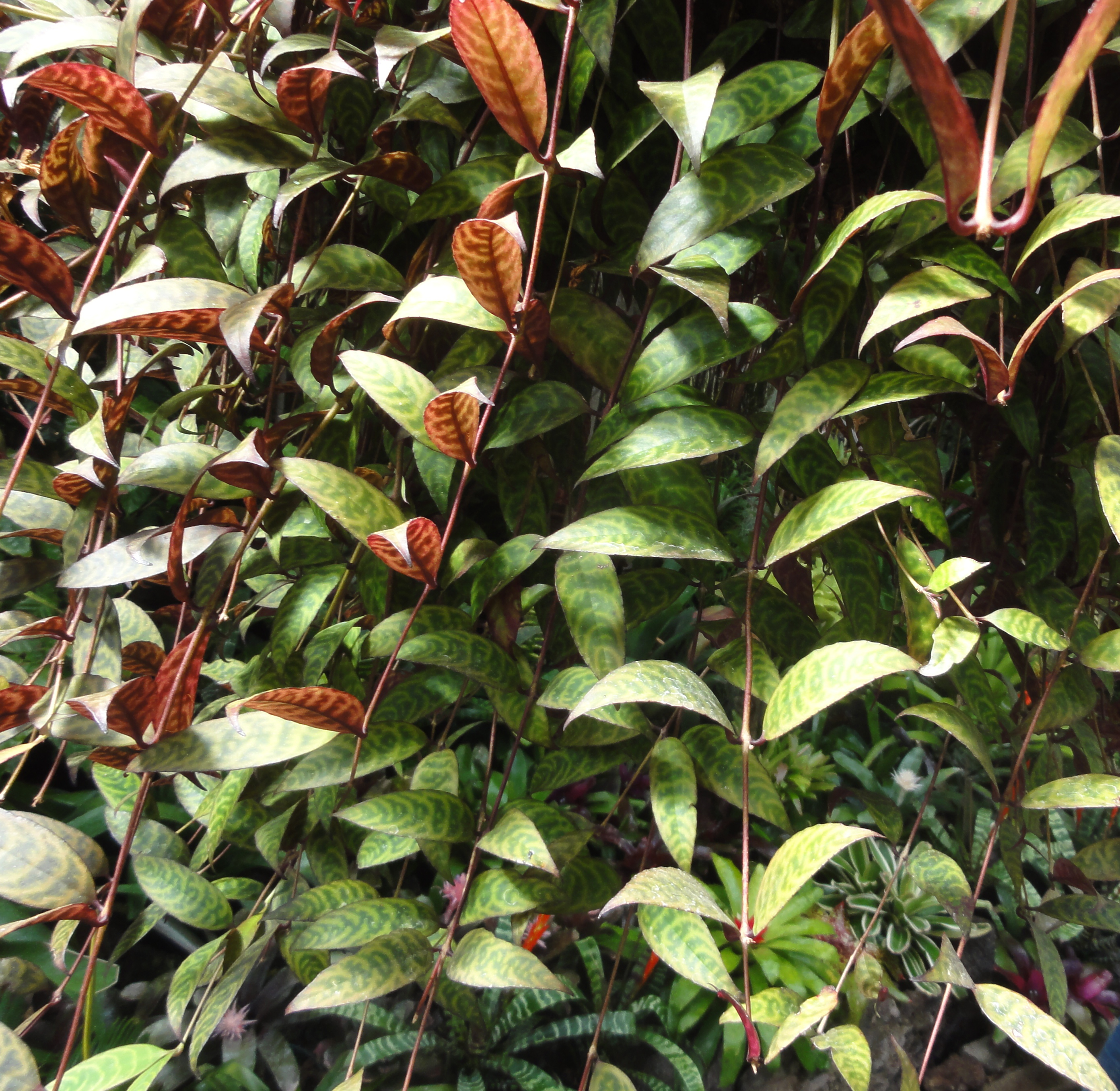
Hängende Stängel und marmorierte Laubblätter von Aeschynanthus longicaulis (Syn.: Aeschynanthus marmoratus manchmal unter diesem Namen in Kultur)

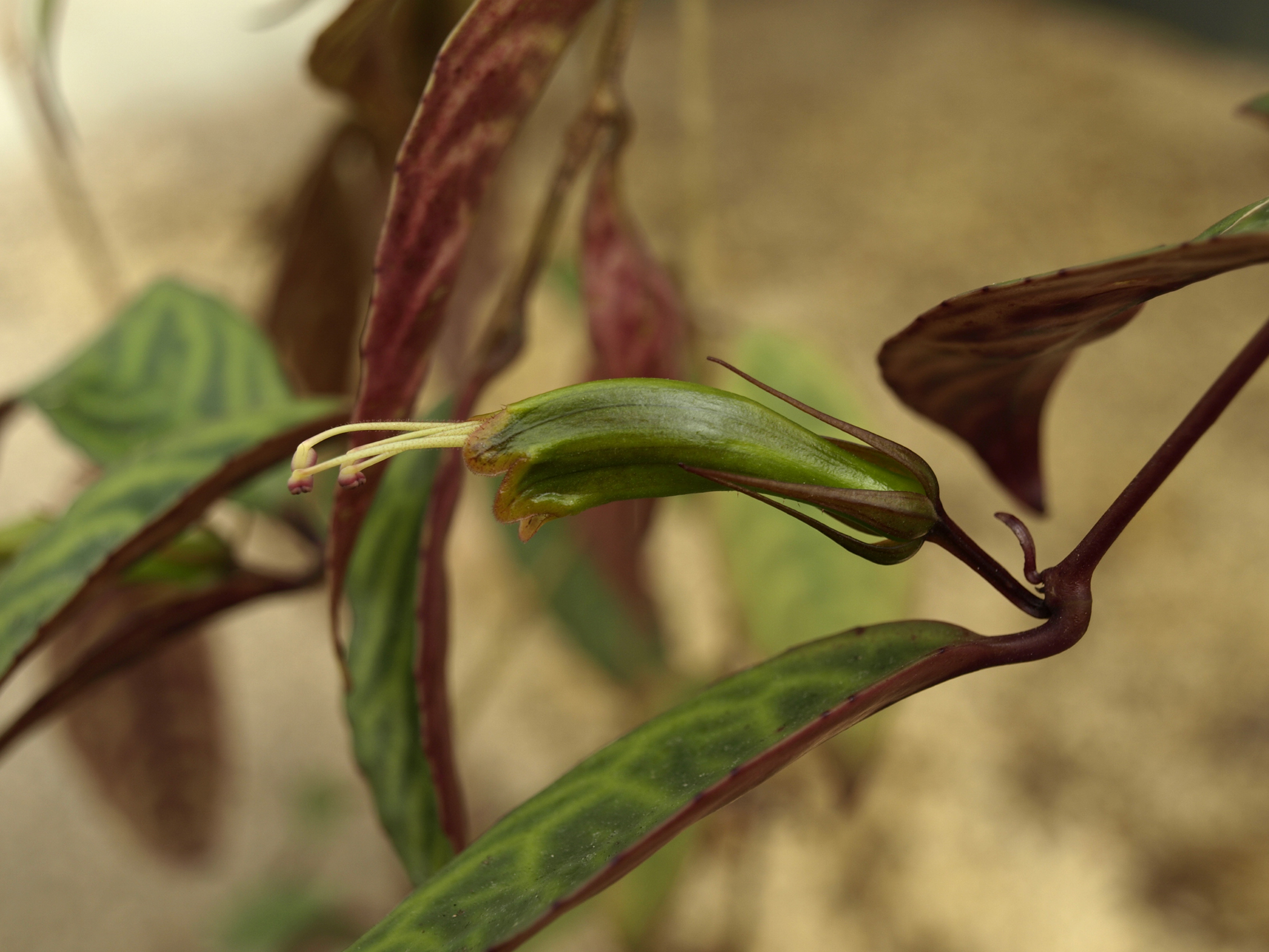
Zygomorphe, grünliche Blüte von Aeschynanthus longicaulis mit freien Kelchblättern

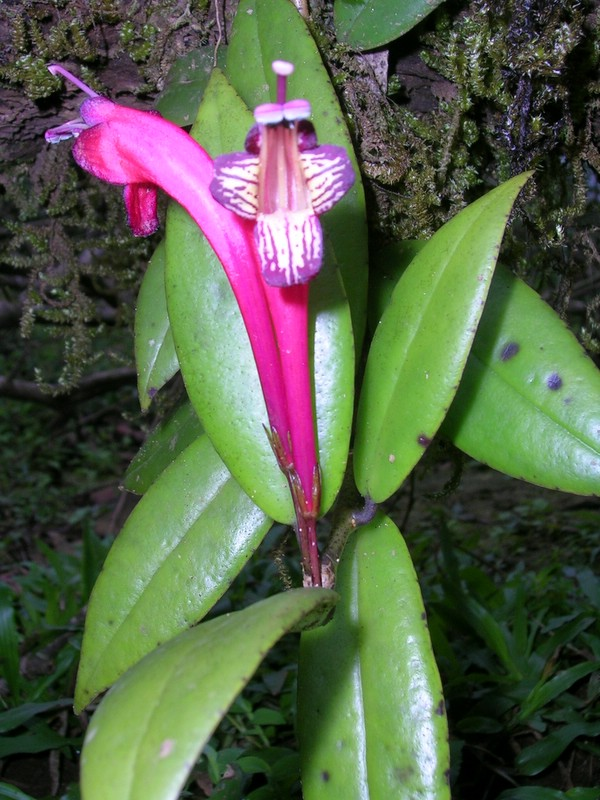
Laubblätter und zygomorphe Blüten von Aeschynanthus perrottetii

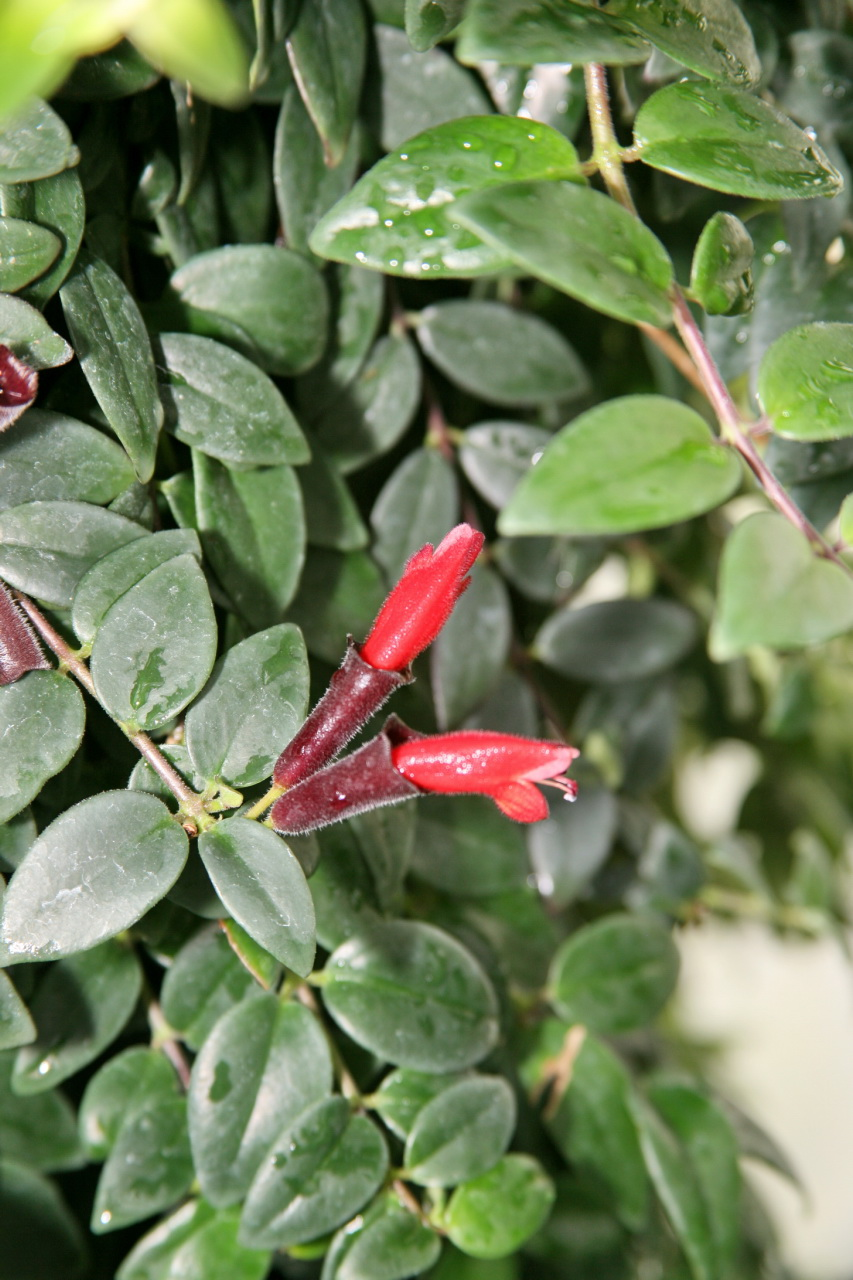
Als Zierpflanze verwendet wird Aeschynanthus pulcher (Syn.: Aeschynanthus lobbianus, häufig unter diesem Namen in Kultur); bei den zygomorphen Blüten sind die Kelchblätter vollständig verwachsen.

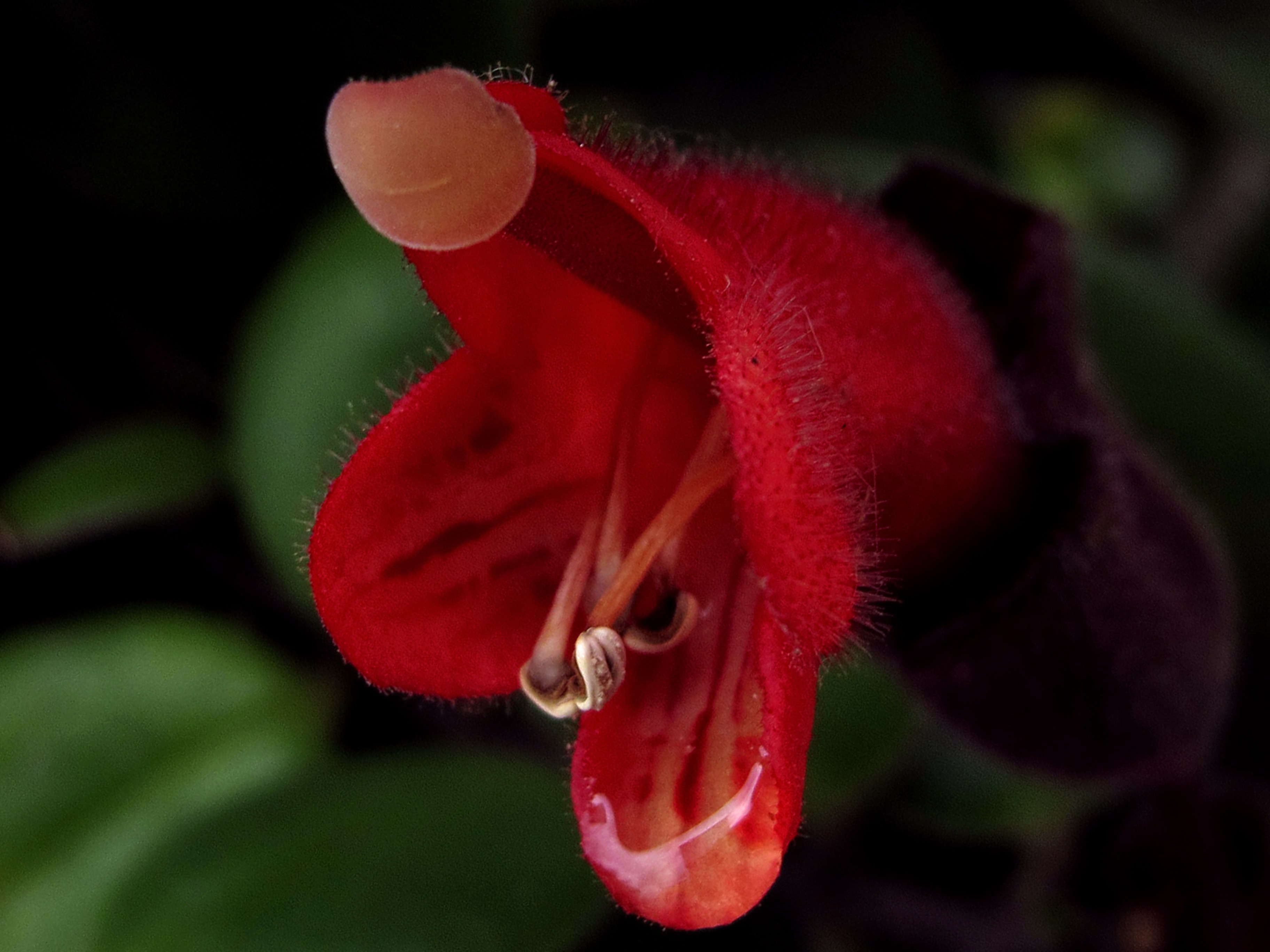
Blüte von Aeschynanthus radicans

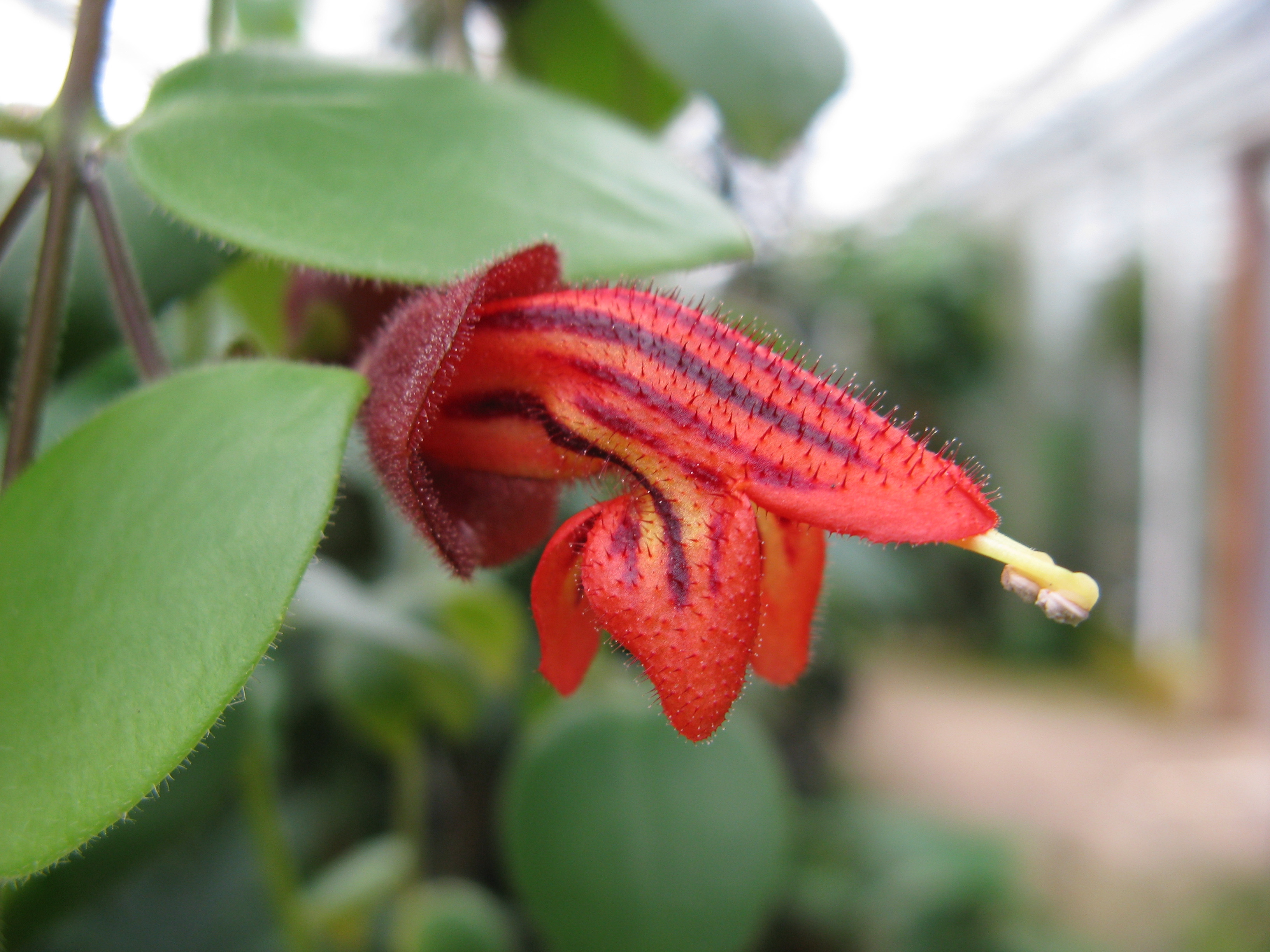
Bei den zygomorphen Blüten von Aeschynanthus tricolor sind die Kelchblätter fast vollständig verwachsen.

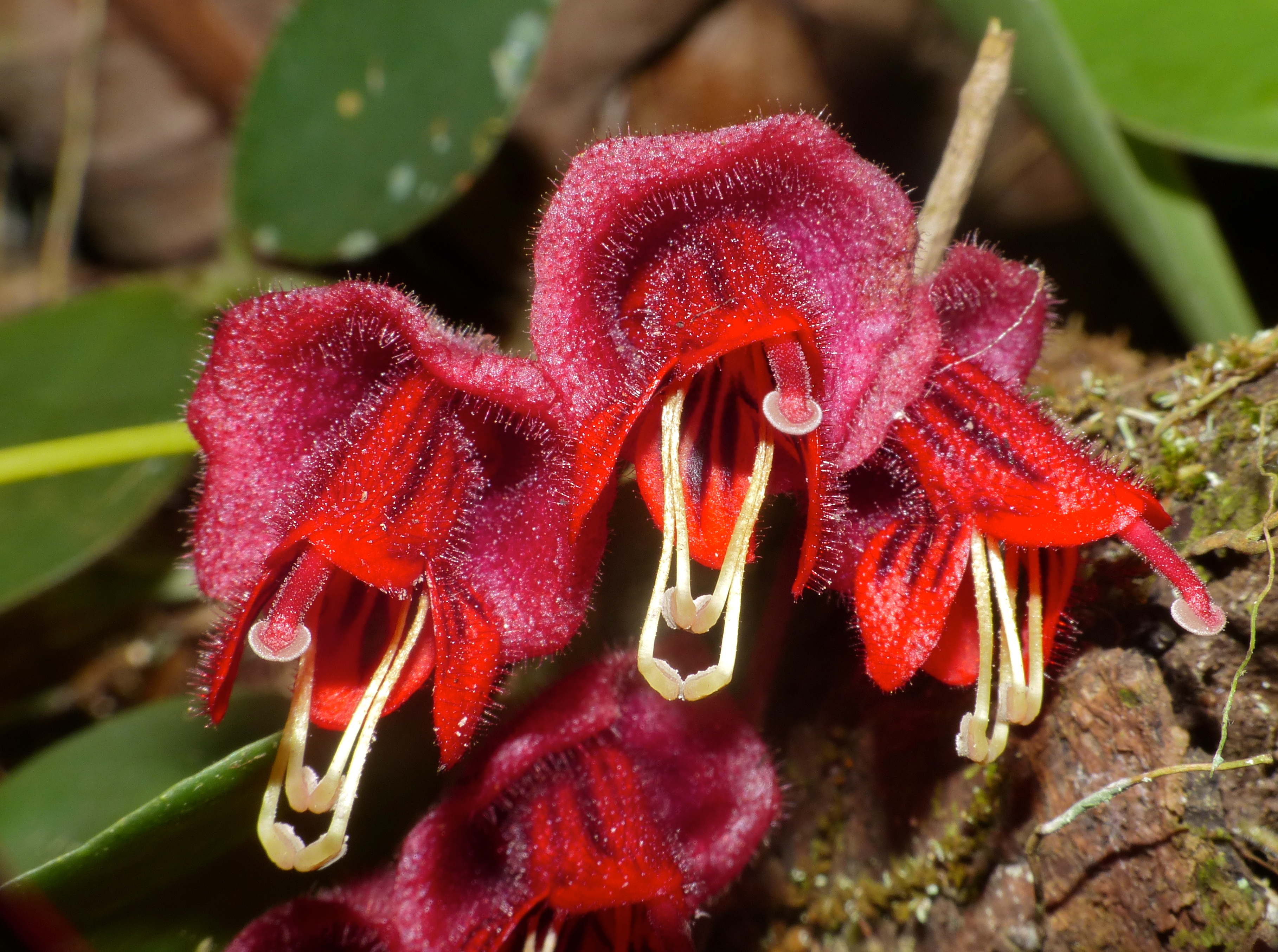
Zygomorphe Blüten von Aeschynanthus tricolor, gut zu erkennen sind die zwei Staubblattpaare und der Stempel mit der Narbe, die beide die Blütenkrone überragen.

Es gibt 140 bis 185 Aeschynanthus-Arten:
- Aeschynanthus acuminatissimus W.T.Wang: Dieser Endemit gedeiht auf Bäumen in dicht bewaldeten Tälern in Höhenlagen von 1200 bis 1500 Meter nur in Xichou im südöstlichen Yunnan.[3][8]
- Aeschynanthus acuminatus Wall. ex A.DC. (Syn.: Aeschynanthus acuminatus var. chinensis (Gardner & Champion) C.B.Clarke, Aeschynanthus acuminatus Wall. nom. nud., Aeschynanthus bracteatus sensu Benth. non Wallich ex DC., Aeschynanthus chinensis Gardner & Champion): Sie ist im nördlichen Indien, in Bhutan, Nepal, Myanmar, Laos, Thailand, im nördlichen Vietnam, in Malaysia, Japan, Taiwan, im südöstlichen Tibet und in den chinesischen Provinzen Guangdong, Guangxi, Sichuan sowie im südlichen bis südöstlichen Yunnan verbreitet.[6][3][8]
- Aeschynanthus albidus (Blume) Steud. (Syn.: Aeschynanthus atropurpureus Van Houtte, Aeschynanthus discolor T.Moore, Aeschynanthus fraserianus Kraenzl., Aeschynanthus motleyi C.B.Clarke, Aeschynanthus motleyi var. ceramensis C.B.Clarke, Aeschynanthus motleyi var. sumatrensis C.B.Clarke, Aeschynanthus purpurascens Hasskarl)
- Aeschynanthus amboinensis (Merr.) Mendum
- Aeschynanthus amoenus C.B.Clarke
- Aeschynanthus andersonii C.B.Clarke (Syn.: Aeschynanthus hildebrandii Hemsl. ex Hook. f.): Sie kommt nur im südwestlichen bis südlichen Yunnan und im nordöstlichen Myanmar vor.[3][8]
- Aeschynanthus angustifolius (Blume) Steud. (Syn.: Aeschynanthus stenophyllus Ridley, Aeschynanthus tetraquetrus C.B.Clarke)
- Aeschynanthus angustioblongus W.T.Wang: Dieser Endemit gedeiht auf Bäumen in bewaldeten Tälern in Höhenlagen von etwa 1500 Metern nur in Gongshan im nordwestlichen Yunnan.[3][8]
- Aeschynanthus angustissimus (W.T.Wang) W.T.Wang: Dieser Endemit gedeiht auf Bäumen und Felsen in Lorbeerwäldern in Höhenlagen von etwa 2300 Metern nur in Mêdog im südöstlichen Tibet.[3][8]
- Aeschynanthus apicidens Hance
- Aeschynanthus arctocalyx Mendum & Madulid
- Aeschynanthus arfakensis C.B.Clarke
- Aeschynanthus argentii Mendum
- Aeschynanthus asclepioides (Elmer) B.L.Burtt & P.Woods (Syn.: Aeschynanthus stenocalyx Kraenzl.)
- Aeschynanthus atrorubens Schltr.
- Aeschynanthus atrosanguineus Van Houtte ex C.B.Clarke
- Aeschynanthus austroyunnanensis W.T.Wang: Es gibt seit 1990 zwei Varietäten:[3][8]
  - Aeschynanthus austroyunnanensis W.T.Wang var. austroyunnanensis: Sie gedeiht auf Felsen an Fließgewässern in Höhenlagen von 50 bis 1500 Metern nur im südlichen bis südöstlichen Yunnan.[3][8]
  - Aeschynanthus austroyunnanensis var. guangxiensis (W.Y.Chun ex W.T.Wang & K.Y.Pan) W.T.Wang (Syn.: Aeschynanthus guangxiensis W.Y.Chun ex W.T.Wang & K.Y.Pan): Sie gedeiht über Kalkgestein in Höhenlagen von 400 bis 1000 Metern nur im westlichen Guangxi und in Zhenfeng im südwestlichen Guizhou.[3][8]
- Aeschynanthus batakiorum Mendum & Madulid
- Aeschynanthus batesii Mendum
- Aeschynanthus brachyphyllus S.Moore
- Aeschynanthus bracteatus Wall. ex A.DC. (Syn.: Aeschynanthus bracteatus var. orientalis W.T.Wang, Aeschynanthus bracteatus Wall. nom. nud., Aeschynanthus paxtonii Lindl., Aeschynanthus peelii Hook. f. & Thoms.): Sie kommt im nordöstlichen Indien, in Bhutan, Myanmar, im südöstlichen Tibet und in den chinesischen Provinzen nordwestliches Guangxi sowie Yunnan vor.[3]
- Aeschynanthus brevicalyx Miq.
- Aeschynanthus breviflorus (S.Moore) K.Schum.
- Aeschynanthus burttii Mendum
- Aeschynanthus buxifolius Hemsl.: Sie kommt in Vietnam und in den chinesischen Provinzen Guangxi, südwestliches Guizhou sowie Yunnan vor.[3]
- Aeschynanthus calanthus Schltr.
- Aeschynanthus cambodiensis D.J.Middleton
- Aeschynanthus candidus Hend. ex C.B.Clarke
- Aeschynanthus cardinalis (Copel. ex Merr.) Schltr.
- Aeschynanthus caudatus C.B.Clarke
- Aeschynanthus celebicus Koord.
- Aeschynanthus ceylanicus Gardner
- Aeschynanthus chiritoides C.B.Clarke (Syn.: Aeschynanthus denticuliger W.T.Wang, Aeschynanthus pusillus Prain)
- Aeschynanthus chorisepalus Orr
- Aeschynanthus chrysanthus P.Woods
- Aeschynanthus citrinus Mendum & S.M.Scott
- Aeschynanthus copelandii (Merr.) Schltr. (Syn.: Aeschynanthus camiguinensis Kraenzl., Aeschynanthus serpens Kraenzl.)
- Aeschynanthus cordifolius Hook.
- Aeschynanthus crassifolius (Elmer) Schltr. (Syn.: Aeschynanthus foxworthyi Kraenzl., Aeschynanthus glomeriflorus Kraenzl., Aeschynanthus polillensis Kraenzl.)
- Aeschynanthus cryptanthus C.B.Clarke
- Aeschynanthus cuernosensis (Elmer) Schltr.
- Aeschynanthus curtisii C.B.Clarke
- Aeschynanthus curvicalyx Mendum
- Aeschynanthus dasycalyx Hallier f.
- Aeschynanthus dempoensis S.Moore
- Aeschynanthus denticuliger W.T.Wang: Sie kommt in Laos, im nördlichen Vietnam und im südöstlichen Yunnan vor.[3]
- Aeschynanthus dischidioides (Ridl.) D.J.Middleton (Syn.: Aeschynanthus myrmecophilus P.Woods)
- Aeschynanthus dischorensis Schltr.
- Aeschynanthus dolichanthus W.T.Wang: Dieser Endemit gedeiht auf Felsen in Flusstälern in Höhenlagen von etwa 900 Metern nur in Mêdog im südöstlichen Tibet.[3][8]
- Aeschynanthus dunnii H.Lév.
- Aeschynanthus ellipticus K.Schum. & Lauterb.
- Aeschynanthus elmeri Mendum
- Aeschynanthus elongatus C.B.Clarke
- Aeschynanthus everettianus Kraenzl.
- Aeschynanthus fecundus P.Woods
- Aeschynanthus firmus Kraenzl.
- Aeschynanthus flammeus Schltr.
- Aeschynanthus flavidus Mendum & P.Woods
- Aeschynanthus flippancei Ridl.
- Aeschynanthus forbesii K.Schum.
- Aeschynanthus fruticosus Ridl.
- Aeschynanthus fulgens Wall. ex R.Br. (Syn.: Aeschynanthus evrardii Pellegr., Aeschynanthus fulgens Wall. nom. nud., Aeschynanthus stenosiphonius W.T.Wang)
- Aeschynanthus garrettii Craib
- Aeschynanthus geminatus Zoll. & Moritzi
- Aeschynanthus gesneriflorus S.Moore
- Aeschynanthus gjellerupii Schltr.
- Aeschynanthus gracilis Parish ex C.B.Clarke (Syn.: Aeschynanthus novogracilis W.T.Wang nom. superfl., Aeschynanthus setosus Kraenzl.): Sie kommt in Bhutan, Sikkim, im nördlichen Myanmar, in Thailand, im nördlichen Vietnam und im südlichen Yunnan vor.[3]
- Aeschynanthus guttatus P.Woods
- Aeschynanthus hartleyi P.Woods
- Aeschynanthus hians C.B.Clarke
- Aeschynanthus hildebrandii Hemsl.: Sie kommt in Thailand und in Myanmar vor.[6]
- Aeschynanthus hispidus Schltr.
- Aeschynanthus hookeri C.B.Clarke: Sie kommt in Bhutan, im nördlichen Indien, im nördlichen Myanmar und im nordwestlichen sowie südlichen Yunnan vor.[3]
- Aeschynanthus horsfieldii R.Br. (Syn.: Aeschynanthus rubiginosus Teijs. & Binn.)
- Aeschynanthus hoseanus Kraenzl.
- Aeschynanthus hosseusii Pellegr.
- Aeschynanthus humilis Hemsl.: Dieser Endemit gedeiht auf Bäumen in bewaldeten Tälern in Höhenlagen von 1300 bis 2100 Metern nur in Jingdong, Pingbian sowie Simao in Yunnan.[3]
- Aeschynanthus impar Schltr.
- Aeschynanthus intraflavus Mendum
- Aeschynanthus irigaensis (Merr.) B.L.Burtt & P.Woods
- Aeschynanthus janowskyi Schltr.
- Aeschynanthus jouyi D.J.Middleton
- Aeschynanthus kermesinus Schltr.
- Aeschynanthus kingii C.B.Clarke
- Aeschynanthus lancilimbus W.T.Wang: Dieser Endemit gedeiht in dicht bewaldeten Tälern in Höhenlagen von etwa 1200 Metern nur in Yanshan in Yunnan.[3]
- Aeschynanthus lasianthus W.T.Wang: Dieser Endemit gedeiht auf Bäumen an Waldrändern und an Felswänden an Fließgewässern in Höhenlagen von 1700 bis 2600 Metern nur in Gongshan im nordwestlichen Yunnan.[3]
- Aeschynanthus lasiocalyx W.T.Wang: Dieser Endemit gedeiht in Wäldern auf Felsen in Flusstälern in Höhenlagen von etwa 800 Metern nur in Mêdog im südöstlichen Tibet.[3]
- Aeschynanthus lepidospermus C.B.Clarke
- Aeschynanthus leptocladus C.B.Clarke: Sie kommt in Papua-Neuguinea vor.[6]
- Aeschynanthus leucothamnos Kraenzl.
- Aeschynanthus levipes C.B.Clarke
- Aeschynanthus ligustrinus Schltr.
- Aeschynanthus linearifolius C.E.C.Fisch. (Syn.: Aeschynanthus linearifolius var. oblanceolatus (Anthony) W.T.Wang, Aeschynanthus oblanceolatus (Anthony) C.E.C.Fischer, Aeschynanthus peelii var. oblanceolatus Anthony): Sie kommt im nordöstlichen Indien, nördlichen Myanmar, südöstlichen Tibet und in Yunnan vor.[3]
- Aeschynanthus lineatus Craib (Syn.: Aeschynanthus chorisepalus Orr.): Sie kommt im nördlichen Thailand und im südlichen sowie westlichen Yunnan vor.[3]
- Aeschynanthus littoralis (Merr.) Schltr.
- Aeschynanthus lobaticalyx Mendum
- Aeschynanthus loheri Kraenzl.
- Aeschynanthus longicaulis Wall. ex R.Br. (Syn.: Aeschynanthus griffithii R.Br., Aeschynanthus longicaulis Wall. nom. nud., Aeschynanthus marmoratus T.Moore, Aeschynanthus zebrinus Van Houtte): Sie kommt im südlichen Yunnan, Myanmar, Thailand, Vietnam und in Malaysia vor.[3]
- Aeschynanthus longiflorus (Blume) A.DC. (Syn.: Aeschynanthus perakensis Ridl.): Sie kommt in Indonesien vor.[6]
- Aeschynanthus macranthus (Merrill) Pellegr.: Sie kommt im südöstlichen Yunnan, nördlichen Vietnam, in Laos und  Thailand vor.[3][8]
- Aeschynanthus macrocalyx C.B.Clarke
- Aeschynanthus maculatus Lindl.: Sie kommt im südlichen Tibet, in Bhutan und Nepal vor.[3][8]
- Aeschynanthus madulidii Mendum
- Aeschynanthus magnificus Stapf
- Aeschynanthus mannii Kurz ex C.B.Clarke
- Aeschynanthus marginatus Ridl.
- Aeschynanthus masoniae Kurz ex C.B.Clarke
- Aeschynanthus medogensis W.T.Wang: Dieser Endemit gedeiht auf Bäumen in Wäldern in Höhenlagen von etwa 1900 Metern nur in Mêdog im südöstlichen Tibet.[3][8]
- Aeschynanthus membranifolius (Costantin) D.J.Middleton
- Aeschynanthus mendumiae D.J.Middleton
- Aeschynanthus mengxingensis W.T.Wang: Dieser Endemit gedeiht an Waldrändern in Tälern und an Baumstämmen in Wäldern auf Kalksteinhügeln in Höhenlagen von 700 bis 800 Metern nur in Cangyuan im südlichen Yunnan.[3][8]
- Aeschynanthus meo K.Schum.
- Aeschynanthus microcardius B.L.Burtt & R.A.Davidson
- Aeschynanthus microphyllus C.B.Clarke
- Aeschynanthus microtrichus C.B.Clarke
- Aeschynanthus mimetes B.L.Burtt: Sie kommt im nordöstlichen Indien, im südöstlichen Tibet und im südlichen sowie westlichen Yunnan vor.[3][8]
- Aeschynanthus miniaceus B.L.Burtt & P.Woods
- Aeschynanthus miniatus Lindl.
- Aeschynanthus minutifolius D.J.Middleton
- Aeschynanthus mollis Schltr.
- Aeschynanthus monetarius Dunn
- Aeschynanthus moningerae (Merr.) Chun: Sie gedeiht auf Bäumen in Wäldern und auf Felsen in Flusstälern in Höhenlagen von 300 bis 1200 Metern in den chinesischen Provinzen Guangdong sowie Hainan.[3]
- Aeschynanthus montisucris P.Royen
- Aeschynanthus musaensis P.Woods
- Aeschynanthus myrtifolius Schltr.
- Aeschynanthus nabirensis Kaneh. & Hatus.
- Aeschynanthus nervosus (Elmer) Schltr.
- Aeschynanthus nummularius (Burkill & S.Moore) K.Schum.
- Aeschynanthus obconicus C.B.Clarke
- Aeschynanthus obovatus C.B.Clarke
- Aeschynanthus ovatus (Merr.) Schltr.
- Aeschynanthus oxychlamys Mendum
- Aeschynanthus pachyanthus Schltr.
- Aeschynanthus pachytrichus W.T.Wang: Dieser Endemit gedeiht auf Bäumen in Bergwäldern in Höhenlagen von etwa 1000 Metern nur in Yingjiang im westlichen Yunnan.[3]
- Aeschynanthus papuanus (Schltr.) B.L.Burtt
- Aeschynanthus parasiticus (Roxb.) Wall. (Syn.: Aeschynanthus andamanensis Goel, Vasudeva Rao & Mehrotra, Aeschynanthus deleiensis C.E.C.Fischer, Aeschynanthus grandiflorus (D.Don) Spreng., Aeschynanthus grandiflorus var. parasiticus (Roxb.) C.B.Clarke, Aeschynanthus parasiticus (Roxb.) D.B.Deb comb. superfl., Aeschynanthus roxburghii Paxt. ex C.B. Clarke): Sie kommt im nordöstlichen Indien, in Bhutan, Nepal und Myanmar vor.[6]
- Aeschynanthus parviflorus (D.Don) Spreng. (Syn.: Aeschynanthus consobrinus Kraenzl., Aeschynanthus maculatus var. sikkimensis C.B.Clarke, Aeschynanthus maculatus var. stenophyllus C.B.Clarke, Aeschynanthus ramosissimus Wall. nom. superfl., Aeschynanthus ramosissimus Wall. nom. nud., Aeschynanthus sikkimensis (C.B.Clarke) Stapf): Sie kommt in Indien, Bhutan und Nepal vor.[6]
- Aeschynanthus parvifolius R. Br.: Sie kommt in Malaysia und in Indonesien vor.[6]
- Aeschynanthus pedunculatus D.J.Middleton
- Aeschynanthus pergracilis Kraenzl.
- Aeschynanthus perrottetii A.DC. (Syn.: Aeschynanthus ceylanicus Wight non Gardner, Aeschynanthus grandiflorus J.Graham non (D.Don) Spreng., Aeschynanthus perrottetii var. planiculmis C.B.Clarke, Aeschynanthus perrottetii var. platyculmis C.B.Clarke, Aeschynanthus planiculmis (C.B.Clarke) Gamble)
- Aeschynanthus persimilis Craib (Syn.: Aeschynanthus hosseusianus Kraenzl.): Sie ist in Thailand beheimatet.
- Aeschynanthus phaeotrichus Schltr.
- Aeschynanthus philippinensis C.B.Clarke
- Aeschynanthus planipetiolatus H.W.Li: Dieser Endemit gedeiht auf Bäumen an Hängen entlang von Straßen in Höhenlagen von etwa 1600 Metern nur in Menghai im südlichen Yunnan.[3][8]
- Aeschynanthus podocarpus C.B.Clarke
- Aeschynanthus poilanei Pellegr.: Sie kommt in Vietnam und im südöstlichen Yunnan vor.[3][8]
- Aeschynanthus praelongus Kraenzl.
- Aeschynanthus pseudohybridus Mendum
- Aeschynanthus pulcher (Blume) G.Don (Syn.: Aeschynanthus beccarii C.B.Clarke, Aeschynanthus blumei Moritz ex C.B. Clarke, Aeschynanthus boschianus De Vriese in Morren, Aeschynanthus intermedius Teijsm. & Binn., Aeschynanthus javanicus Rollinson ex Hook., Aeschynanthus lamponga Miq., Aeschynanthus lamponga var. obtusus C.B.Clarke, Aeschynanthus lampongus var. parvifolius Ridl., Aeschynanthus lanceolatus Ridl., Aeschynanthus lobbianus Hook., Aeschynanthus neesii Zoll. & Moritzi nom. nud., Aeschynanthus parvifolius R.Br., Aeschynanthus pulcher var. breviflorus Teijsm. & Binn. nom. nud., Aeschynanthus szcokhoffii Hort. Berol. ex C.B.Clarke nom. nud. pro syn., Aeschynanthus volubilis Miq., Aeschynanthus zollingeri C.B.Clarke): Sie kommt auf Java vor.
- Aeschynanthus pullei Schltr.
- Aeschynanthus radicans Jack: Sie kommt in Malaysia, Singapur und Java vor.[6]
- Aeschynanthus rarus Schltr.
- Aeschynanthus rhododendron Ridl. (Syn.: Aeschynanthus longicalyx var. superbus Ridl., Aeschynanthus longicalyx Ridl.)
- Aeschynanthus rhodophyllus Kraenzl.
- Aeschynanthus roseoflorus Mendum
- Aeschynanthus roseus Schltr.
- Aeschynanthus sanguineus Schltr.
- Aeschynanthus sinolongicalyx W.T.Wang (Syn.: Aeschynanthus longicalyx H.W.Li non Ridl.): Dieser Endemit gedeiht als Strauch in Wäldern und in Bambus-Dickichts in Bergregionen in Höhenlagen von etwa 800 Metern in Pingbian im südöstlichen Yunnan.[3][8]
- Aeschynanthus siphonanthus C.B.Clarke (Syn.: Aeschynanthus gibbsiae S.Moore ex Gibbs)
- Aeschynanthus sojolianus Mendum & L.E.R.Galloway
- Aeschynanthus solomonensis P.Woods
- Aeschynanthus speciosus Hook. (Syn.: Aeschynanthus aucklandiae Low, Aeschynanthus aucklandii hort.): Sie kommt in Malaysia, Java und Kalimantan vor.[6]
- Aeschynanthus ×splendidus T.Moore
- Aeschynanthus stenosepalus J.Anthony (Syn.: Aeschynanthus tenuis Hand.-Mazz.): Sie kommt im nördlichen Myanmar, in Mêdog im südöstlichen Tibet und im nordwestlichen Yunnan vor.[3][8]
- Aeschynanthus stenosiphon Schltr.
- Aeschynanthus suborbiculatus S.Moore
- Aeschynanthus superbus C.B.Clarke: Sie kommt im nordöstlichen Indien, in Bhutan, im nördlichen Myanmar, in Mêdog im südöstlichen Tibet und im südöstlichen sowie westlichen Yunnan vor.[3][8]
- Aeschynanthus tenericaulis Diels
- Aeschynanthus tengchungensis W.T.Wang: Dieser Endemit gedeiht auf Bäumen in Lorbeerwäldern in Höhenlagen von 1700 bis 2300 Metern nur in Gongshan sowie Tengchong in Yunnan.[3]
- Aeschynanthus teysmannianus Miq.
- Aeschynanthus tirapensis Bhattacharyya
- Aeschynanthus torricellensis Schltr.
- Aeschynanthus trichocalyx Kraenzl.
- Aeschynanthus tricolor Hook.: Sie kommt in Malaysia und Indonesien vor.[6]
- Aeschynanthus truncatus (Elmer) Schltr.
- Aeschynanthus tubiflorus C.B.Clarke
- Aeschynanthus tubulosus J.Anthony: Die etwa zwei Varietäten kommen im nördlichen Myanmar und im südwestlichen bis westlichen Yunnan vor.[3]
- Aeschynanthus verticillatus C.B.Clarke
- Aeschynanthus vinaceus P.Woods
- Aeschynanthus viridiflorus Teijsm. & Binn.
- Aeschynanthus volubilis Jack
- Aeschynanthus wallichii Benn.
- Aeschynanthus wardii Merr.: Sie kommt im nördlichen Myanmar und im nordwestlichen bis westlichen Yunnan vor.[3]
- Aeschynanthus warianus Schltr.
- Aeschynanthus zamboangensis Kraenzl.

## Weiterführende Literatur
- David John Middleton: A revision of Aeschynanthus (Gesneriaceae) in Thailand. In: Edinburgh Journal of Botany, Volume  64, 2007, S. 363–429.
- David John Middleton: A revision of Aeschynanthus (Gesneriaceae) in Cambodia, Laos and Vietnam. In: Edinburgh Journal of Botany, Volume 66, Issue 03, November 2009, S. 391–446. doi:10.1017/S0960428609990047